# آرزو افشار
آرزو افشار (۲۹ مرداد ۱۳۵۷) تهران، بازیگر سینما و تلویزیون ایران است.

## مجموعه تلویزیونی
| سال  | مجموعه             | کارگردان                      | توضیحات                      |
| ---- | ------------------ | ----------------------------- | ---------------------------- |
| ۱۳۶۴ | آئینه              | غلامحسین لطفی                 | شبکه ۱۲۶ قسمت                |
| ۱۳۷۶ | آژانس دوستی        | احمد رمضان‌زادهمحرم زینال زاده | شبکه ۱۵۳ قسمت                |
| ۱۳۷۷ | هفت سنگ            | سید عبدالرضا نواب صفوی        | شبکه ۲۱۷ قسمت                |
| ۱۳۷۹ | یلدای قدر          | محمدرضا فریس آبادی            | شبکه ۳۵ قسمتپخش در شب‌های قدر |
| ۱۳۸۱ | روزهای به‌یادماندنی | همایون شهنوازتورج منصوری      | شبکه ۱                       |
| ۱۳۹۲ | آوای باران         | حسین سهیلی‌زاده                | شبکه ۳۴۰ قسمت                |
| ۱۳۹۳ | همه چیز آنجاست     | شهرام شاه‌حسینی                | شبکه ۳۵۹ قسمت                |

## نمایش خانگی
| سال  | مجموعه      | کارگردان       | نقش  |
| ---- | ----------- | -------------- | ---- |
| ١٣٩٩ | ملکه گدایان | حسین سهیلی‌زاده | تینا |

## سینمایی
| سال  | مجموعه        | کارگردان         | توضیحات          |
| ---- | ------------- | ---------------- | ---------------- |
| ۱۳۷۷ | کمکم کن       | رسول ملاقلی‌پور   |                  |
| ۱۳۸۰ | هم‌کلاس        | سعید خورشیدیان   |                  |
| ۱۳۸۱ | دوشیزه        | محمد درمنش       |                  |
| ۱۳۸۶ | ماه‌وش         | محمد درمنش       |                  |
| ١٣٨٧ | نطفه شوم      | کریم آتشی        | در نقش رؤیا      |
| ۱۳۸۹ | آژانس ازدواج  | محمد درمنش       |                  |
| ١٣٩٠ | شب گمشده      | کریم رجبی        | فیلم تلویزیونی   |
| ١٣٩١ | دنیای بهتر    | بهروز شعیبی      | فیلم تلویزیونی   |
| ۱۳۹۱ | رسوایی        | مسعود ده‌نمکی     | در نقش زن مستمند |
| ۱۳۹۳ | شاید یک معجزه | کرامت پورشهسواری |                  |